# Dinosaur (attractie)
Dinosaur is een simulator darkride in het Amerikaanse attractiepark Disney's Animal Kingdom en staat in het themagebied DinoLand U.S.A. De darkride werd geopend op 22 april 1998 onder de naam Countdown to Extinction. Dit is later aangepast naar Dinosaur als verwijzing naar de Disney-animatiefilm Dinosaur.

## Rit
De wachtrij heeft veel weg van een museum. Via verschillende gangen en ruimtes waar onder andere een skelet van een Dinosauriër opgesteld staat, komt men uit bij de ruimte waar de voorshow gepresenteerd wordt. In de voorshow wordt uitleg gegeven dat de bezoekers een tijdreis zullen maken om kennis te maken met dinosauriërs.
Het transportsysteem van de attractie zijn voertuigen die eruitzien als safari-jeeps met twaalf zitplaatsen. De rit begint en eindigt in een kleine ruimte die figureert als de tijdmachine. Er hangt rode neonverlichting en zijn misteffecten. Tijdens de rit rijdt het voertuig door een jungle-achtige omgeving. Rondom en in de beplanting staan animatronics van dinosauriërs opgesteld, in totaal elf. Een aantal dinosauriërs vallen van boven of opzij het voertuig aan. Tijdens de rit is het gesprek tussen de computer en de bestuurder hoorbaar, die overigens niet zichtbaar aanwezig is. Tegen het einde van de rit vertelt de computer dat over 60 seconden er een meteorietinslag zal plaatsvinden. Net voordat de meteoor inslaat wordt het voertuig terug naar het heden geteleporteerd. De rit wordt als intens beschreven, omdat het voertuig tevens een simulator die bezoekers vrijwel de gehele rit heen en weer schudden.

## Afbeeldingen

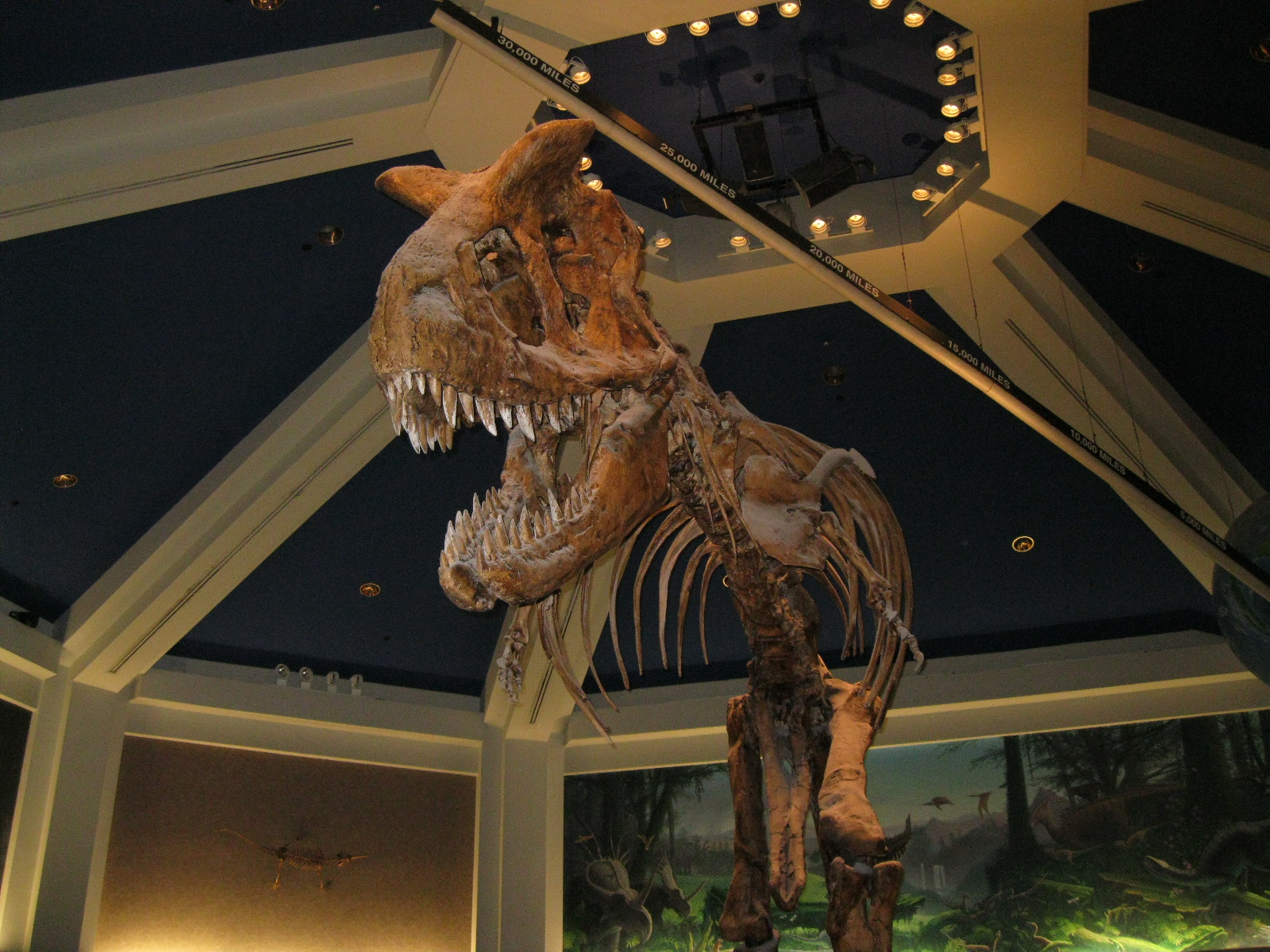
Dinosauriër in de wachtruimte.
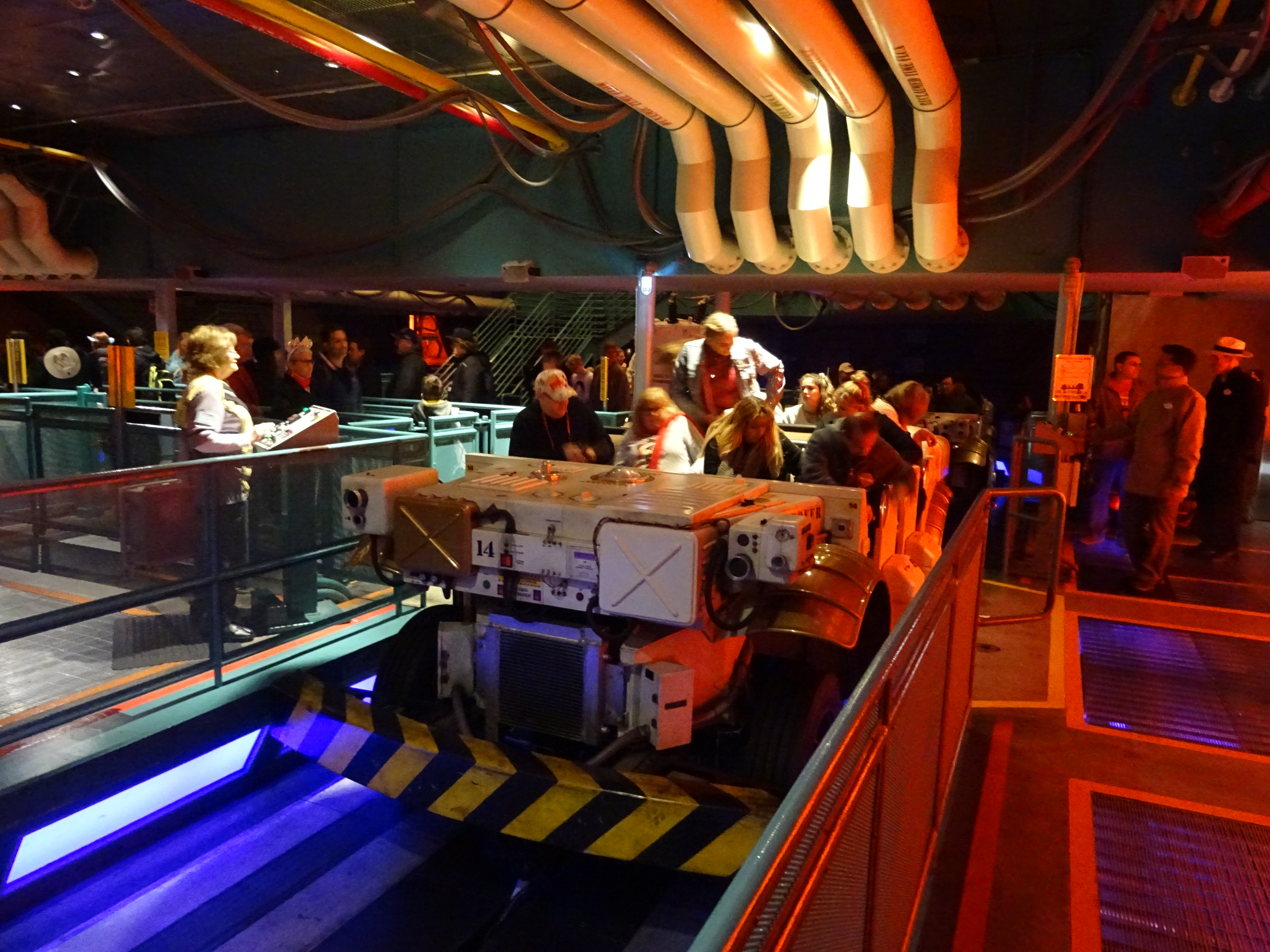
Voertuig in het station.
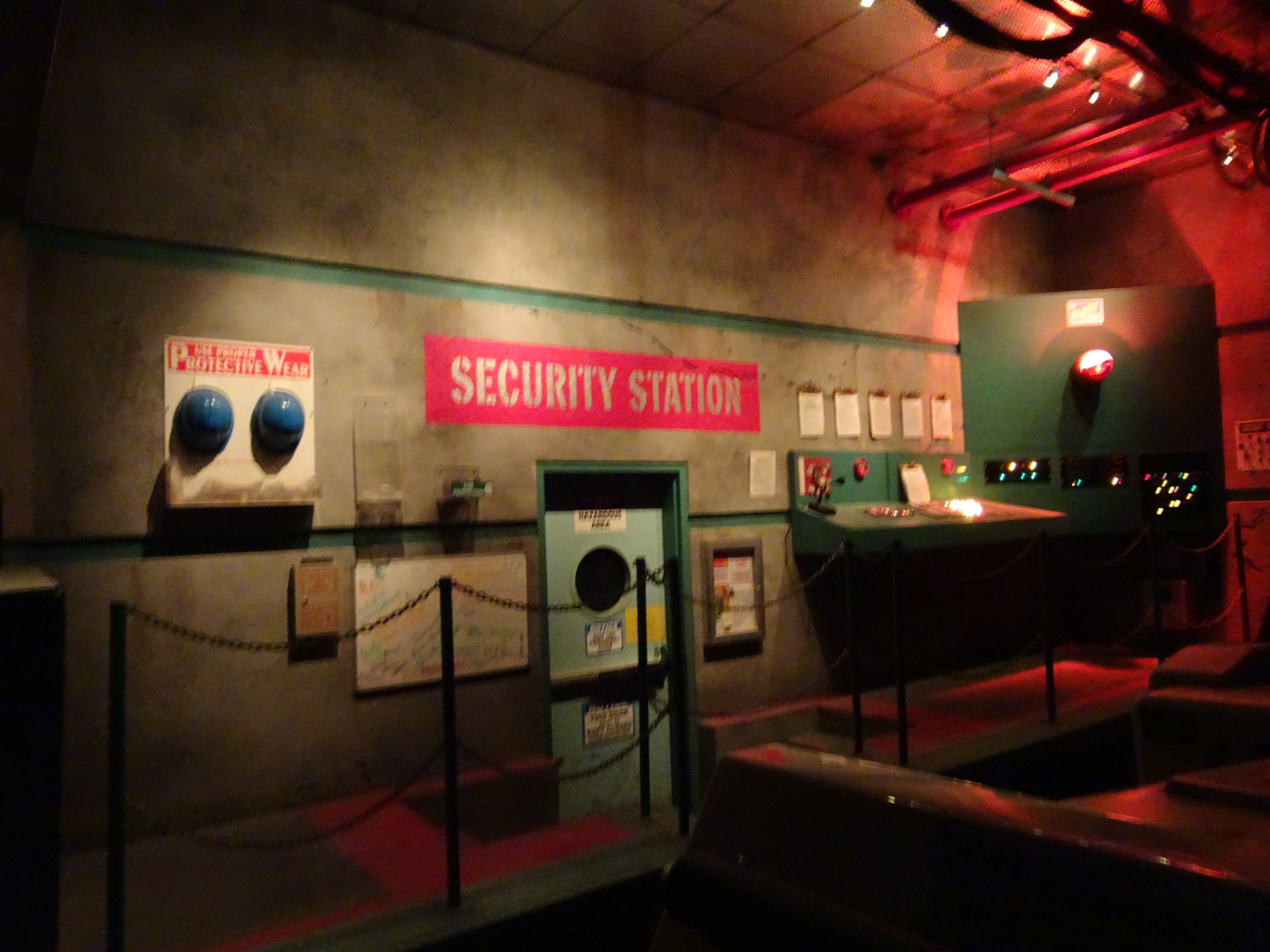
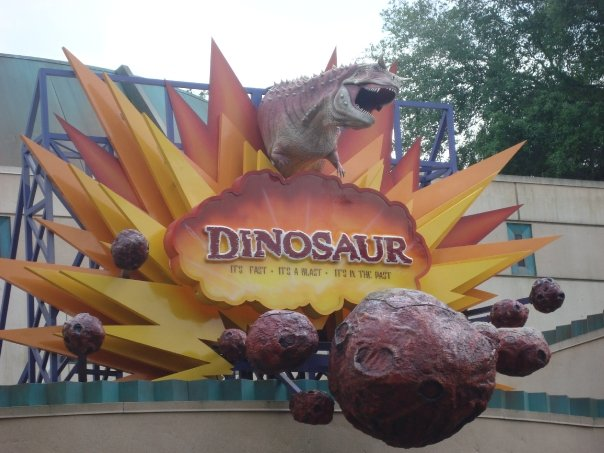
Logo op de voorgevel
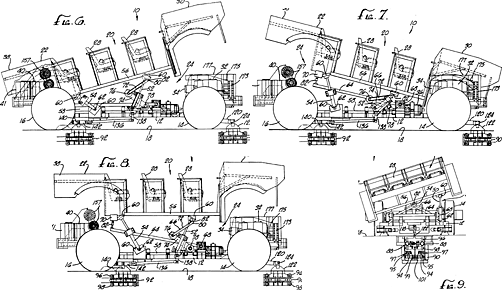
Technische tekening van een voertuig.